# Ute Pass Express
Pour plus de détails, voir Fiche technique et Distribution.
Ute Pass Express est un très court film documentaire américain réalisé par Harry Buckwalter et sorti en 1902.
Produit par la Selig Polyscope Company, le film montre le parcours de la ligne de chemin de fer Ute Pass Express de la Colorado Midland Railway desservant différentes villes à l'ouest de Colorado Springs vers Grand Junction via Leadville et Ute Pass dans le Colorado.

## Fiche technique
- Titre : Ute Pass Express
- Réalisation : Harry Buckwalter
- Scénario :
- Photographie :
- Montage :
- Producteur : William Selig
- Société de production : Selig Polyscope Company
- Société de distribution : Selig Polyscope Company
- Pays d'origine :  États-Unis
- Langue : film muet avec les intertitres en anglais
- Format : Noir et blanc — 35 mm — 1,33:1 — Muet
- Genre : Film documentaire
- Durée :
- Date de sortie :
  -  États-Unis : novembre 2002